# Patates amb tomàquets al forn
Les patates amb tomàtic al forn és un típic menjar menorquí. La seva elaboració és molt senzilla i utilitza ingredients que es poden aconseguir fàcilment en el camp. Aquest menjar es troba a tota la cuina casolana de l'illa. El fet que els seus ingredients provenen del camp feia que en temps de vaques magres fos un plat molt utilitzat per la població per alimentar-se.

## Ingredients
- Patates blanques.
- Tomàtics.
- Julivert.
- All.
- Pa ratllat.
- Oli.
- Sal.
- Sucre.

## Procés d'elaboració
En el procés d'elaboració es necessiten els següents utensilis de cuina: un ribell, una escorredora, un tià de terra, un got i una cullera. En primer lloc es tallen les patates horitzontalment i es fan net. En segon lloc es posen les patates en el tià de terra, es salen més o menys una cullerada, després s'hi posa un got i mig d'aigua de l'aixeta. Després es fan net els tomàtics, es tallen i es col·loquen damunt les patates, tot seguit es posa el sucre damunt les patates, seguidament s'hi posa el pa ratllat i l'all i el julivert junts i es tira per damunt els tomàtics. Després s'hi posa l'oli d'oliva i en darrer lloc es col·loca el tià de terra dins el forn a 170 °C durant 120 minuts, que serà quan el menjar ja estarà cuit i a punt per servir a la taula.